# ボリビア文学
ボリビア文学（ボリビアぶんがく、スペイン語:Literatura de Bolivia）では、ボリビア多民族国の文学について述べる。

## 歴史

### 先コロンブス期
先コロンブス期に現在のボリビアに相当する地域を支配していたティワナク文明やタワンティンスーユ（インカ帝国）は無文字社会だったが、ケチュア語やアイマラ語による口承文学が存在した。

### 植民地時代
1492年のクリストーバル・コロンによるアメリカ大陸発見後、南アメリカの大部分はスペイン領となり、ポトシ銀山が発見され、アルト・ペルーと呼ばれたボリビアでは、ミタ制のもとでスペイン人がインディオを鉱山労働に酷使し、多くのインディオが劣悪な衛生、労働環境の中で倒れた。植民地時代の初期において、銀山の開発によって南米最大の都市として栄えたポトシの歴史をバルトロメ・アルサンス・オルスア・イ・ベラが『ポトシの歴史』として記録している。

### 独立後
19世紀初頭のボリビア独立の時代には『回想録』(1830年)を残したインディオのビセンテ・パソス・カンキや、同じくインディオであり、ケチュア語のみで詩を書いたフアン・ワルパリマチが活動した。
19世紀半ばのロマン主義の時代には詩人のマリア・ホセファ・ムヒアやアデラ・サムディオなどが活躍した。
19世紀末にニカラグア出身のルベン・ダリオの活躍によってモデルニスモ文学がイスパノアメリカ地域で影響力を持つようになると、ボリビアからはブエノスアイレスに移ったリカルド・ハイメス・フレイレが、当時ブエノスに滞在していたダリオに評価されて共同で雑誌『レビスタ・デ・アメリカ』(1894年)を創刊し、『野蛮なミューズ』(1897年)、『残酷なカスタリア』(1899年)などの詩集を残している。
20世紀に入ると、『バタ・バラ』(1904年)や『青銅の種族』(1919年)で容赦なく弾圧されるインディオを描いたアルシデス・アルゲダスが、この地域のインディヘニスモ文学の新たな始祖となった。
現在の文学者としては、詩においては『亡命先で三つのピアノ練習曲』(1961年)や『書きたいのに出てくるのは泡ばかり』(1972年)などで高い評価を得ているものの、左翼だったために1971年のウーゴ・バンセル将軍のクーデター以後はスペインに亡命している日系人のペドロ・シモセの名を、小説においては『欲望の問題』(2000年)などでスペイン語圏全体で評価されているエドムンド・パス・ソルダンの名を挙げることができる。